# Ernst Schön (Musiker)
Ernst Schön (geboren 6. August 1907 in Wien; gestorben 6. August 2010 in San Diego, Kalifornien, USA) war ein österreichischer Musiker (Gesang, Trompete und Geige).
Schön hatte 1920 einen ersten öffentlichen Auftritt als Knabensolist an der Wiener Staatsoper; Unterricht hatte er neben Gesang in Geigen- und Trompetenspiel an der Wiener Musikakademie. Ab 1923 war er stellvertretender Geiger am Staatsopernorchester, später Trompeter, Geiger und Sänger in der Unterhaltungsmusik. Für die Premiere von Robert Katschers Lied Wunderbar  wurde die Combo The 6 Melody Makers gegründet, mit denen Schallplattenaufnahmen entstanden (Danke schon, es war bezaubernd); in der Ernst Schön als Bandleader, Sänger und Trompeter fungierte. In den folgenden Jahren hatte er Auftritte in den Kammerspielen, als Musiker in Bars, Restaurants und Hotels in Österreich und im Ausland. Außerdem spielte er als Trompeter mit der Kapelle Marek Weber, trat in Rundfunksendungen (Der singende Geiger) auf und machte Aufnahmen für Wiener und Prager Schallplattenfirmen.
Nach dem Anschluss Österreichs ging Ernst Schön ins Exil nach Asien, wo er in Malaysia als Tanzkapellmeister tätig war, und in Singapur Kammermusik spielte. 1941 ging Ernst Schön in die Vereinigten Staaten, wo er weiter erfolgreich als Musiker tätig war, u. a. als Solist der San Francisco Opera Company und als Leiter einer Army-Band. Nach 1945 arbeitete er als Studiomusiker für Filmmusiken und trat in Nachtclubs in Hollywood auf, ferner mit dem Utah State Symphony Orchestra. Ab 1955 war er als musikalischer Leiter der Fernseh-Show von Ilona Massey und Musiker in Restaurants und Nachtlokalen von New York tätig. Zuletzt lebte Schön in San Diego.